# بوبروس
بوبروس (به اسپانیایی: Buberos) یکی از دهستان های اسپانیا است که در سریا واقع شده‌است.

## خصوصیات
بوبروس ۱۸ کیلومترمربع مساحت و ۴۴ نفر جمعیت دارد.